# Condon, Oregon
Condon là một thành phố trong Quận Gilliam, Oregon, Hoa Kỳ. Dân số theo điều tra dân số năm 2000 là 759. Nó là quận lỵ của Quận Gilliam6.

## Địa lý
Condon nằm ở vị trí 45°14′8″B 120°11′6″T / 45,23556°B 120,185°TĐã đưa tham số không hợp lệ vào hàm {{#coordinates:}} (45.235588, -120.185060)1.
Theo Cục điều tra dân số Hoa Kỳ, thành phố có tổng diện tích là 0,9 dặm vuôngs (2,2 km²), tất cả đều là mặt đất.

## Lịch sử
Condon ban đầu được định cư với cái tên là Summit Springs (các suối nước trên đỉnh); là tên đặt theo những con suối mà vẫn còn chảy ở vị trí đỉnh đồi. Daniel Tierney, một đại diện đường sắt cho thị trấn từ 1906 đến năm 1931, là trong số những người thành lập ra thành phố này.
Các cựu cư dân nổi tiếng của thành phố gồm có hai người trúng giải Nobel. Trong thời niên thiếu, người trúng giải Nobel hai lần là Tiến sĩ Linus Pauling (Hóa học năm 1954 và Hòa bình năm 1962) và người khác là Tiến sĩ William Parry Murphy (y học năm 1934) đã sống tại Condon. Phi trường tiểu bang tại Condon được đặt tên là Phi trường Pauling.